# Паскье, Этьен (виолончелист)
Этьен Паскье (фр. Étienne Pasquier; 1905 — 14 декабря 1997) — французский виолончелист. Брат скрипача Жана и пианиста Пьера Паскье, вместе с которыми составлял семейное Трио Паскье, выступавшее с 1927 по 1974 гг.
В составе этого трио Паскье был исполнителем, в том числе и первым исполнителем, многих произведений новейшей французской музыки — в том числе таких композиторов, как Дариус Мийо, Жан Франсе, Флоран Шмитт и Габриэль Пьерне (последний посвятил трио свою композицию Op. 90). Однако наибольшую известность принесло Паскье участие в первом исполнении одного из важнейших произведений Оливье Мессиана — «Квартета на Конец времени» (фр. Quatuor pour la fin du Temps): квартет был написан Мессианом во время пребывания в лагере для военнопленных в Гёрлице во время Второй мировой войны и исполнен в лагере же, автором и тремя другими интернированными музыкантами, 15 января 1941 года перед аудиторией из 400 слушателей, включавшей как самих пленных, так и их надзирателей.